# Rajavaara (kulle, lat 69,22, long 28,83)
Rajavaara är en kulle i Finland. Den ligger i Enare i den norra delen av landet, 1 000 km norr om huvudstaden Helsingfors. Toppen på Rajavaara är 243 meter över havet. Rajavaara ingår i Vätsäri.
Terrängen runt Rajavaara är huvudsakligen platt, men söderut är den kuperad. Runt Rajavaara är det mycket glesbefolkat, med 2 invånare per kvadratkilometer. Det finns inga samhällen i närheten. 